# Tepualia stipularis
Tepualia stipularis là một loài thực vật có hoa trong Họ Đào kim nương. Loài này được (Hook. & Arn.) Griseb. miêu tả khoa học đầu tiên năm 1854.

## Hình ảnh

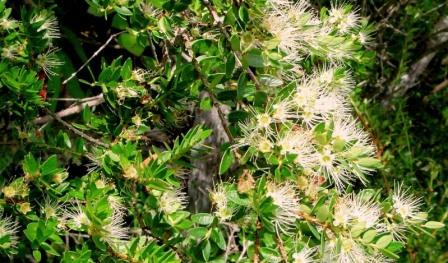